# دیپاخ (تورینگن)
دیپاخ (به آلمانی: Dippach) یک شهر در آلمان است که در وارتبورگکرایس واقع شده‌است. دیپاخ ۱٬۱۳۸ نفر جمعیت دارد.